# Burg Pretzetze
Die Burg Pretzetze ist eine abgegangene mittelalterliche Niederungsburg vom Typus einer Turmhügelburg (Motte) in Pretzetze im niedersächsischen Landkreis Lüchow-Dannenberg. Es handelt sich um einen Burgstall, da sich keine oberirdisch sichtbaren Reste von der Anlage erhalten haben.
Die Burg lag auf einem noch heute vorhandenen Plateau von 42 × 39 Metern, das etwa 2 bis 3 Meter aus der Niederung der Elbe aufsteigt. Heute liegt der etwas erhöhte Platz an der Straße zwischen Grippel und Laase außendeichs der Elbe. Im Bereich der Burgstelle steht ein früheres Forsthaus, das heute als Wohngebäude genutzt wird. Die Burgstelle ist zum Teil von einer im 19. Jahrhundert vorgenommenen Deichverstärkung überdeckt.
Eine erste Erwähnung der Burg erfolgte 1330 unter der Bezeichnung „hus de pritzeze“. Während des Lüneburger Erbfolgekrieges (1370–1389) wurde sie 1376 von Truppen Karls IV. unter Einsatz von Schusswaffen belagert. Die Besatzung gab die Burg auf und zündete sie selbst an. 1391 wurde die Burg durch die Stadt Lüneburg, an die sie verpfändet war, wieder aufgebaut. Nach der Neuerrichtung war sie im Besitz der Herren von Bülow. Nach der Aufgabe der Burg in der 2. Hälfte des 15. Jahrhunderts ist die Burgstelle planiert und mit dem Forsthaus überbaut worden.